# 第二世代バイオ燃料

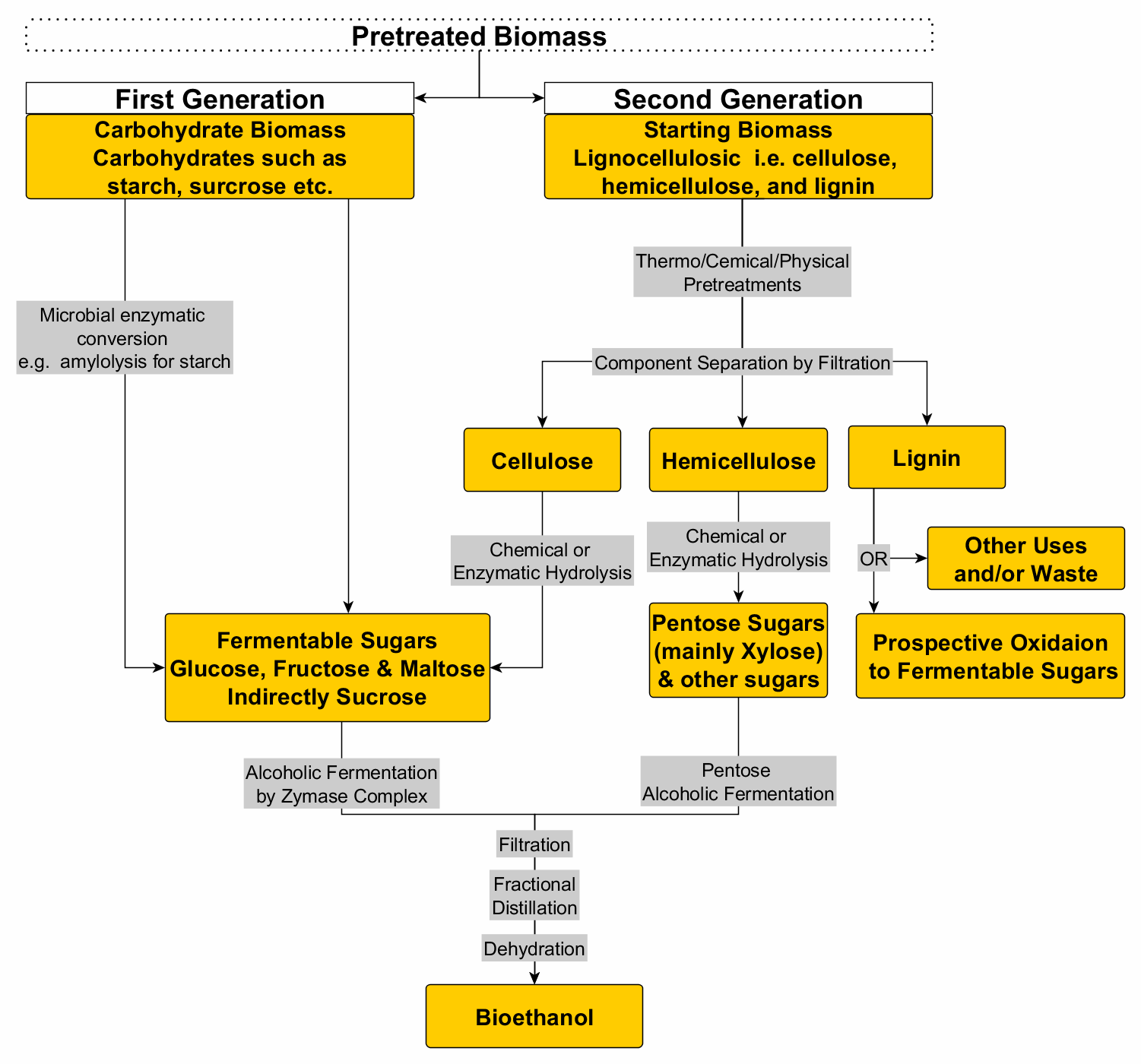
バイオ燃料の世代別系統図

第二世代バイオ燃料（だいにせだいバイオねんりょう）とは、食料と競合しない非食用のバイオマスを原料とするバイオ燃料である。

## 概要
従来のバイオエタノール等のバイオ燃料はサトウキビやトウモロコシや甜菜を原料としていたので食料と競合し、穀物市場が高騰などを招いていた。それらの点を解決するためにセルロシック・エタノールのような廃材や麦藁などの非食用の原料を利用するバイオ燃料の開発が進められている。
第二世代バイオ燃料では藻類等のバイオマスや古紙、おが屑や牛糞などの廃棄物に含まれる有機物を分解することによってバイオ燃料を製造する。そのため、資源的な制約が無く、需要が増えても穀物相場には影響を与えにくいが、その反面、収率が低く、原材料は安いものの、熱量毎の製造費用が高くなる可能性がある。2013年以降、各地でプラントが建設されつつあるが、セルロースの発酵のために超臨界水を使用するなど、ハードルが高い事が普及の妨げになっている。

## バイオガス
メタン菌による嫌気発酵により有機物を分解してメタンガスを生成する。主に下水や生ごみ等、主に廃棄物が原料となるのでバイオエタノール等の作物を原料として使用するバイオ燃料よりも資源の制約が少なく、既存の処理施設を改造する等、比較的少ない投資で実現可能である。また、下水処理施設等で生成されるメタンガスを有効に消費して地球温暖化を避ける狙いもある。